# 第一線映画連盟
第一線映画聯盟（だいいっせんえいがれんめい、1926年 結成 - 1927年 解散）は、かつて存在した日本の映画製作集団である。添田唖蝉坊系アナキストで「浅草オペラ」出身の「獏与太平」こと、映画監督古海卓二が結成した。

## 略歴・概要
1925年（大正14年）末をもって帝国キネマ（帝キネ）芦屋撮影所を退社した31歳の古海が、1926年（大正15年）、似通った志を持つ東京のインディペンデント系プロデューサー高松豊次郎に招かれ、南葛飾郡吾嬬町（現在の墨田区京島3丁目）の「タカマツ・アズマプロダクション」で『勤王』を撮った。そのとき、帝キネの撮影助手だった玉井正夫を撮影技師に昇格させ、謎の人材阪東友三郎を主演に、新妻律子、結城杜之助といった新人、前年にアシヤ映画製作所に入社して脇役でデビュー、同社の帝キネ芦屋撮影所への復帰にともない居所を失った正宗新九郎を起用した。
同年、古海は、帝キネを出て、直木三十五が奈良で始めた「連合映画芸術家協会」作品に出演していた俳優高堂国典、プロレタリア作家金子洋文、プロレタリア芸術系の画家小生夢坊らと設立したのが「第一線映画連盟」である。高松が連帯した牧野省三ライクな自主製作・配給を目指す。
『恐しき邂逅』は、古海が監督、玉井が撮影し、高堂を主演に、新妻、正宗、そして古海の妻・紅沢葉子が出演した。『落花狼藉』は、古海が原作・脚本・監督、玉井が撮影し、阪東、新妻、そして友成用三監督が「タカマツ・アズマプロダクション」で撮り、同年3月20日に公開された『紅扇』でデビューした女優住吉恵美子が出演した。翌1927年（昭和2年）、筒見豊を監督に起用し、『最後の一艇身』を製作、出演はまったく無名の芳本一、国活巣鴨撮影所で古海とは旧知の内田吐夢作品に出ていた、俳優西沢武男であった。
運動は3本を製作して1年で挫折、古海は阪東妻三郎に拾われて京都へ、紅沢も京都の「マキノ・プロダクション」の御室撮影所へ、高堂と新妻は奈良のあやめ池にある市川右太衛門プロダクションへ、正宗は衣笠貞之助の「衣笠映画連盟」へ、住吉は東亜キネマの甲陽撮影所へ、玉井は大阪港パーク撮影所製作の悪麗之助脚本・監督の『彼は復讐を忘れたか』の撮影技師、とそれぞれみな散っていった。『彼は復讐を忘れたか』は新派劇の武村新門下、のちに極東映画社で活躍することになる羅門光三郎の映画デビュー作である。悪は古海の芦屋時代に『行路』と『三人の道化者』の脚本を書いており、古海はのちに極東で羅門主演の映画を撮ることになる。

## フィルモグラフィ
- 恐しき邂逅　1926年　監督古海卓二
- 落花狼藉　1926年　監督古海卓二
- 最後の一艇身　1927年　監督筒見豊

## 関連事項
- 浅草オペラ - 根岸大歌劇団 （根岸吉之助、根岸寛一）
- 帝国キネマ - アシヤ映画製作所 （山川吉太郎、石井虎松）
- タカマツ・アズマプロダクション （高松豊次郎）
- 連合映画芸術家協会 （直木三十五、根岸寛一）
- 衣笠映画連盟 （衣笠貞之助）
- 牧野教育映画製作所 - マキノ映画製作所 - マキノ・プロダクション （牧野省三）

## 註
1. ↑  『日本映画俳優全集・男優編』（キネマ旬報社、1979年）の「正宗新九郎」の項（p.531-532）を参照。同項執筆は田中純一郎。
2. ↑  『日本映画監督全集』（キネマ旬報社、1976年）の「古海卓二」の項（p.350-362）を参照。同項執筆は竹中労。
3. ↑  立命館大学サイト内の「菅家紅葉氏談話」の記述を参照。